# Івашова Валентина Семенівна
Валентина Семенівна Івашова (нар. 12 липня 1915 — пом. 5 липня 1991) — радянська й українська акторка театру та кіно.

## Життєпис
Народилася 12 липня 1915 р. Навчалась на акторському факультеті Всесоюзного державного інституту кінематографії (1934) і в акторській студії при кінофабриці «Міжрабпомфільм» (1935—1936).
Була акторкою Київської кіностудії ім. О. П. Довженка (1937—1947, 1971—1991), Київського українського драматичного театру ім. І. Франка.
Померла 5 липня 1991 р. в Києві.

## Фільмографія
- 1936: «Соловей-Соловейко» — Груня Корнакова
- 1936: «Випадкова зустріч» — Таня
- 1937: «Юність поета» — Наталя Гончарова, кріпосна актриса
- 1938: «Олександр Невський» — Ольга
- 1939: «Сорочинський ярмарок» — Парася
- 1939: «Кубанці» — Ольга Худенко
- 1940: «Травнева ніч» — Ганна
- 1940: «Макар Нечай» — Галя, наречена Макара
- 1942: «Бойова кінозбірка № 8» — епізод («Ніч над Белградом»)
- 1943: «Райдуга» — Ольга, вчителька
- 1945: «Українські мелодії» — Оксана
- 1956: «Суєта» — Адела
- 1957: «Під золотим орлом» — епізод
- 1958: «Сто тисяч» — Мотря
- 1958: «Гроза над полями» — Батрачка
- 1970: «Хліб і сіль» — Василина
- 1972: «Веселі Жабокричі» — Василина, дружина Савки
- 1972: «За твою долю» — епізод
- 1972: «Довга дорога в короткий день» — дама в Швейцарії
- 1972: «Довіра» — мешканка хутора Сорочий
- 1973: «Абітурієнтка» — вчителька
- 1973: «Щовечора після роботи» — Ганна Федорівна, вчителька
- 1973: «Ні пуху, ні пера» — Вава
- 1973: «Чорний капітан» — дама на пікніку
- 1981: «Ранок за вечір мудріший» — Варвара Матвіївна, мати Сусанни
- 1982: «Повернення Баттерфляй» — Нуся у зрілому віці
- 1985: «Сезон див» — мама Вадима
- 1986: «Щасливий, хто кохав...» — епізод
- 1986: «Поруч з вами» — бабуся дівчинки
- 1988: «Автопортрет невідомого» — білетер
- 1988: «Фантастична історія»
- 1988: «Дама з папугою» — Євдокія Кузьмінічна

## Нагороди
Нагороджена орденом «Знак Пошани», медалями. Була членом Спілки кінематографістів України.